# پراسپر (تگزاس)
پراسپر، تگزاس(به انگلیسی: Prosper, Texas) شهری در ایالت تگزاس از ایالات جنوبی ایالات متحده آمریکا است. در سرشماری سال ۲۰۰۰، جمعیت این شهر ۲۰۹۷ نفر اعلام شد.